# Зозін Юрій
Юрій Зозін (1949) — радянський хокеїст, нападник.

## Спортивна кар'єра
Виступав за команди «Динамо» (Київ), «Хімік» (Дніпродзержинськ) і «Дніпроспецсталь» (Запоріжжя). У вищій лізі провів 4 матчі, забив 1 гол.

## Статистика
| Сезон   | Клуб                          | Ліга   | І | Г  | П | О | ШХ |
| ------- | ----------------------------- | ------ | - | -- | - | - | -- |
| 1968-69 | «Хімік» (Дніпродзержинськ)    | СРСР-3 |   | 7  |   |   |    |
| 1969-70 | «Динамо» (Київ)               | СРСР   | 4 | 1  |   |   |    |
|         | «Хімік» (Дніпродзержинськ)    | СРСР-3 |   | 18 |   |   |    |
| 1970-71 | «Хімік» (Дніпродзержинськ)    | СРСР-3 |   | 2  |   |   |    |
| 1973-74 | «Дніпроспецсталь» (Запоріжжя) | СРСР-3 |   | 7  |   |   |    |